# Karlie Kloss
Karlie Elizabeth Kloss (n. 3 august 1992, Chicago, Illinois, SUA) este un model de modă american. Vogue Paris a declarat-o una dintre cele mai frumoase top modele ale anilor 2000. Ea a fost imaginea Victoria's Secret din 2013 până în 2015. 
Atunci când nu practică modelling, Kloss își manifestă interesul pentru tehnologie, punând bazele unei tabere ”Kode with Klossy”, cu scopul de a instiga dorința în tinerele interesate de domeniile STEM.

## Viața timpurie și educație
Kloss s-a născut în Chicago, Illinois. Ea este fiica lui Tracy (născută Tarife), un director artistic independent, și Kurt Kloss, un medic de urgență. Familia ei este de origine daneză. Ea are trei surori, Kristine, și gemenele Kimberly și Kariann. S-a mutat la St. Louis, cu familia ei, în 1994. Kloss a numit pregătirea ei pentru baletul clasic "un lucru frumos", care a învățat-o cum să se miște în lumea modei și a fost un antrenament pentru ceea ce a urmat mai apoi. A urmat Colegiul Webster Groves, în Webster Groves, Missouri În 2015, s-a înscris la Școala de Studiu Individualizat Gallatin, din cadrul Universității New York. 

## Cariera

### 2006-10: Începutul și decoperirea modei
În 2006, la vârsta de 14 ani, Kloss a pozat pentru coperta numărului din iunie al Revistei Scene Magazine in Chicago cu fotograful David Leslie Anthony, într-un editorial răspândit intitulat "Aproape Celebri". 

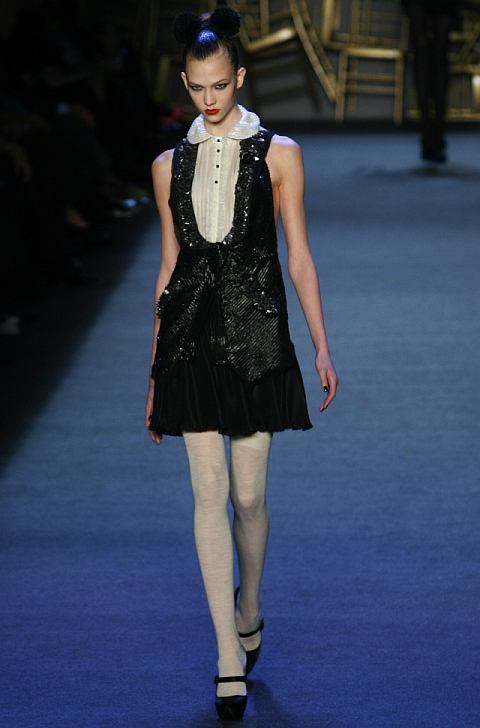
Kloss pe pista pentru Zac Posen, Toamna 2008, în New York Fashion Week

Una dintre primele ei restricții în modelling a fost pentru Abercrombie Kids , atunci când ea a pozat pentru brand-ul lui Bruce Weber. În ianuarie 2008 a plecat de la Elite și a semnat cu NEXT Model Management. A defilat pentru 31 de podiumuri în cadrul New York Fashion Week, cele mai notabile fiind prezentările de modă ale lui Marc Jacobs, deschiderea prezentării Carolina Herrera. 
După patru ani în care a fost reprezentată de NEXT Model  Management, Kloss a semnat în cele din urmă cu IMG Models. "Karlie are un viitor promițător, și noi suntem dispuși să o ajutăm să își extindă relațiile prin declarațiile oficiale de aprobare, precum și în rețeaua noastră globală, care ajunge dincolo de modă'', a spus Ivan Bart, vicepreședintele IMG Models.
Ea a apărut în reclame pentru: Rebecca Taylor, Jean Paul Gaultier, Donna Karan, Nina Ricci, Chloé, Lacoste, Anna Sui, Sportmax, Alexander McQueen, Yves Saint Laurent, Elie Saab, Dolce & Gabbana, Gap, Pantofi Bally, Bergdorf Goodman, Pringle of Scotland, Dior, Hermes, Oscar de la Renta, Sonia Rykiel, Aquascutum, Topshop, Manie Brinie, Uniqlo, Omnia Jade, Lord & Taylor, Barneys New York, American Eagle, Victoria ' s Secret PINK, și Adidas. Kloss este imaginea parfumului Marc Jacobs Lola. Ea a defilat pentru numeroși designeri din New York, Londra, Milano și Paris, inclusiv Shiatzy Chen, Calvin Klein, Karl Lagerfeld, Marc Jacobs, Zac Posen, Givenchy, Gucci, Valentino, Louis Vuitton, Versace, și Elie Saab.
Kloss a apărut în editorialele pentru American and Korean W, American Elle, Allure, i-D, , Vanity Fair, Dazed & Confused, și pentru revista Vogue din mai multe țări. Ea a apărut pe coperta revistei  Vogue din Italia în octombrie 2009, ianuarie 2010, decembrie 2011 și octombrie 2014, Vogue Turcia, Vogue Portugalia, Vogue China, în luna Martie, August și noiembrie în 2010.
Ea a apărut la Tv în Sezonul Patru Episodul 1 din Gossip Girl . A devenit o muză pentru designerul de modă John Galliano și a apărut în campaniile Dior și John Galliano și a deschis ambele spectacole, Christian Dior Haute Couture și show-ul Dior de primăvară/vară 2010. În primăvară/vara anului 2011 sezon, a deschis zece spectacole și a închis opt.
Mersul ei atunci când defilează este adesea considerat puternic.  Molly Sims, pe care o consideră un mentor, a declarat pentru revista New York că topmodelul va avea succes și la 30 de ani, datorită frumuseții sale clasice. 
În anul 2011, Kloss și-a reînnoit contractul cu Christian Dior pentru un al treilea sezon la rând.  A apărut pe coperta revistei Life pentru o ediție specială distribuită la New York Fashion Week, în septembrie 2011.  În același an, a debutat la showul Victoria's Secret. 
În 2012, a apărut pe coperta din septembrie a publicațiilor British Vogue, Japanese Vogue, Harper's Bazaar Rusia și Numéro.     
A apărut în campanii pentru Juicy Couture, Ștefănel, Elie Saab.    Kloss a găzduit seria House of Style, alături de topmodelul Joan Smalls. 
Înainte de showul Victoria's Secret din 2012, Karlie Kloss și-a tuns părul bob, coafura sa devenind cunoscută ca "the Karlie". 
În 2013, Kloss a devenit imaginea campaniilor de modă pentru Donna Karan, Lacoste și Lanvin. A fost și prezentatoarea pe covorul roșu la MTV Movie Awards. 
În 2013, a apărut alături de Daria Strokous, Monika Jagaciak și Iris Strubegger în campania genții Alma a brandului Louis Vuitton. 
În 2013, a fost desemnată ambasadoarea pentru Coach, Inc. și și-a făcut apariția în campania de toamnă pentru accesorii. 
În 2014, Kloss a devenit imaginea campaniilor de parfumuri Jean Paul Gaultier, Nike, Donna Karan, Lancaster și  Chanel Coco Noir.  În septembrie 2014, după multe speculații, L'Oreal Paris a anunțat oficial noua imagine a brandului, aceea fiind Karlie Kloss. 
În 2015, Kloss, alături de Taylor Swift, una dintre cele mai bune prietene, au apărut pe coperta revistei americane Vogue, ediția de martie. 
Pe 21 iulie 2015, Kloss și-a creat propriul canal de Youtube, denumit Klossy. 
Pe 24 mai 2016, a devenit noua imagine Swarovski, înlocuind-o pe Miranda Kerr, top model al Victoria's Secret. 
Pe 21 aprilie 2017, a apărut în seria de pe Netflix, Bill Nye Saves the World.  
În aprilie 2018, a fost denumită noua purtătoare de cuvânt și ambasadoare a brandului Estée Lauder.

## Recunoaștere
Models.com a declarat " Karlie Kloss reprezintă standardul înalt al modelingului - o femeie frumoasă, echilibrată cu dorința de a duce lucrurile la nivelul următor. 

## Viața personală
Kloss este prietena apropiată al lui Taylor Swift, și a apărut în videoclipul pentru single-ul "Bad Blood", în luna mai 2015. Ea este, de asemenea, nașa fiului modelului Jourdan Dunn.
Începând din 2016, Karlie este într-o relație cu Joshua Kushner, fratele mai mic al lui Jared Kushner, care este soțul modelului Ivanka Trump.

## References
1. ↑  Karlie Kloss, GeneaStar
2. ↑   https://www.wikidata.org/wiki/Q292749 Lipsește sau este vid: |title= (ajutor)
3. ↑   https://www.businessinsider.nl/karlie-kloss-joshua-kushner-trump-politics-2018-3?international=true&r=US Lipsește sau este vid: |title= (ajutor)
4. ↑   https://www.vanityfair.com/style/2018/07/karlie-kloss-and-josh-kushners-wedding-will-have-an-unbelievable-guest-list Lipsește sau este vid: |title= (ajutor)
5. ↑   https://www.vogue.co.uk/article/karlie-kloss-on-modelling-faith-philanthropy-business Lipsește sau este vid: |title= (ajutor)
6. 1 2   https://www.karliekloss.com/about Lipsește sau este vid: |title= (ajutor)
7. ↑   http://wwd.com/beauty-industry-news/beauty-features/karlie-kloss-named-estee-lauder-global-ambassador-1202655224/ Lipsește sau este vid: |title= (ajutor)
8. ↑   https://www.youtube.com/channel/UCH5Qu8Sd-m-7Zk4xc_J5VzA Lipsește sau este vid: |title= (ajutor)
9. ↑  Jacobs, Sarah (1 septembrie 2017), Supermodel Karlie Kloss runs a coding program for young women — take a look inside their brand-new office (în engleză), Business Insider
10. ↑  Gerber Chapel. „Florence A. Fares”. memorialsolutions.com. Memorial Solutions. Accesat în 14 ianuarie 2014.
11. ↑  Blasberg, Derek (16 februarie 2013). „The Klosses”. Wall Street Journal. Accesat în 14 ianuarie 2014.
12. ↑  Karlie Kloss Is Fashion Week’s Top Model (în engleză), The Cut, 11 februarie 2008
13. ↑  Kaufman, Sarah (16 februarie 2011), At 18, model Karlie Kloss conquers the runways at New York's Fashion Week (în engleză), ISSN 0190-8286
14. ↑  „copie arhivă”. Arhivat din original la 14 iunie 2012. Accesat în 22 iulie 2012.
15. ↑  Alexa (12 septembrie 2011), Karlie Kloss: A Photo Essay for Life Magazine (în engleză), StyleCaster, arhivat din original la 4 septembrie 2019, accesat în 4 septembrie 2019
16. ↑  https://fashionista.com/2011/11/the-top-10-moments-from-the-2011-victorias-secret-fashion-show-from-jay-zs-surprise-performance-to-karlie-kloss-debut%5Bnefuncțională%5D
17. ↑  Nast, Condé (2 noiembrie 2015), Karlie Kloss in Vogue (în engleză), British Vogue
18. ↑  Folan, Kerry (24 iulie 2012), Karlie Kloss for Vogue Japan (în engleză), Racked
19. ↑  Harper's Bazaar Russia September 2012 Cover (Harper's Bazaar Russia), MODELS.com
20. ↑  Poised Power Suit Photoshoots (în engleză), TrendHunter.com, 27 august 2012
21. ↑  Karlie Kloss kicks ass for Juicy Couture - Fashion Videos - Telegraph, fashion.telegraph.co.uk, arhivat din original la 22 decembrie 2013, accesat în 4 septembrie 2019
22. ↑  Karlie Kloss Dazzles in the Juicy Couture "Couture La La" Fragrance Campaign (în engleză), Fashion Gone Rogue, 21 noiembrie 2012
23. ↑  Betker, Ally (20 iulie 2012), New Fall 2012 Ads: Karlie Kloss for Elie Saab, Dree Hemingway for Ermanno Scervino, and More (în engleză), The Cut
24. ↑  S; July 24, ra Gonzalez Updated; EDT, 2012 at 01:40 PM, MTV bringing back 'House of Style' (în engleză), EW.com
25. ↑  Chop Chop: Karlie Kloss Gets the Haircut of the Moment - Vogue (în engleză), web.archive.org, 23 noiembrie 2015, arhivat din original la 23 noiembrie 2015, accesat în 4 septembrie 2019
26. ↑  Archive-Karlie-Kloss (15 aprilie 2013), Karlie Kloss' MTV Movie Awards Red-Carpet Gig, In Her Own Words (în engleză), MTV News, arhivat din original la 4 septembrie 2019, accesat în 4 septembrie 2019
27. ↑  Socha, Miles; Socha, Miles (1 aprilie 2013), Louis Vuitton Launching Campaign for Alma Bag (în engleză), WWD
28. ↑  Kloss proud of Coach campaign - Yahoo News Singapore, web.archive.org, 16 ianuarie 2014, Arhivat din original în 16 ianuarie 2014, accesat în 4 septembrie 2019
29. ↑  London, Bianca (13 august 2014), Karlie Kloss lands her first Chanel campaign for Coco Noir, Mail Online
30. ↑  Karlie Kloss Named New Face of L'Oreal Paris - Karlie Kloss Beauty Secrets - Style.com, web.archive.org, 26 septembrie 2014, Arhivat din original în 26 septembrie 2014, accesat în 4 septembrie 2019
31. ↑  Nast, Condé (13 februarie 2015), On the Road with Best Friends Taylor Swift and Karlie Kloss (în engleză), Vogue
32. ↑  Klossy - YouTube, www.youtube.com
33. ↑  Nast, Condé (14 octombrie 2016), Karlie Kloss Is Teaming Up with Bill Nye (în engleză), Vanity Fair
34. ↑  Sidell, Misty White; Sidell, Misty White (24 mai 2016), Karlie Kloss Named New Spokesmodel for Swarovski (în engleză), WWD
35. ↑  MODELS.com's New Supers, models.com